# TNコーポレーション
株式会社TNコーポレーション（ティーエヌコーポレーション）は、美濃焼産地である岐阜県可児市にある建築用タイルメーカー。

## 沿革
- 1959年（昭和34年） - 岐阜県土岐郡笠原町（現多治見市）に有限会社谷口製陶所設立。モザイクタイルの製造を開始。
- 1964年（昭和39年） - 資本金1000万円にて株式会社に改組。
- 1964年（昭和39年） - 工場拡張のため可児郡可児町（現可児市）に移転。
- 1969年（昭和44年） - 可児第2工場竣工。
- 1989年（平成元年） - 日本工業規格表示許可工場に認定される。
- 1998年（平成10年） - 第2工場を最新設備に更新。
- 2002年（平成14年） - 会社分割による新組織に改組。株式会社ティーエヌコーポレーションに商号変更。代表取締役に林敦司が就任。

## 主な商品

### モザイクタイル
- モーダモザイク25mm角（ネット張りユニット）
- moda25mm角（紙張りユニット）
- インテリアタイル50mm角、25mm角、ハーフボーダー（96x21mm）
- スレンダー（96x21mm）
- スケッチ25mm角
- アルターナ50mm角、25mm角、ハーフボーダー（96x21mm）
- 45二丁

### 外壁タイル
- TNボーダー TypeY、TypeL、moda
- クラッシーボーダー
- クラッシーテッセラ　二丁掛け
- TNテッセラ TypeL 二丁掛け
- バルーンストーン（軽量セラミックス）

### 内壁タイル
- メルティークレー（多孔質セラミックス 調湿消臭タイル）
  - ボーダーラウンド面（101x25mm）
  - 75mm角

### 石材
- ラスティーグレー
- ノースリバークォーツ